# Verbandsgemeinde Arneburg-Goldbeck
Die Verbandsgemeinde Arneburg-Goldbeck ist ein Gemeindeverband aus mehreren selbständigen Gemeinden im Landkreis Stendal in Sachsen-Anhalt.

## Geschichte
Die Verbandsgemeinde entstand zum 1. Januar 2010. Da Verbandsgemeinden höchstens acht Mitgliedsgemeinden mit je 1000 Einwohnern haben dürfen (Zahlen vom 31. Dezember 2008), gab es noch am selben Tag folgende Veränderungen:
- Zusammenschluss der Gemeinden Hansestadt Werben (Elbe) (789 Einwohner) und Behrendorf (477 Einwohner) zur Gemeinde Hansestadt Werben (Elbe) (1266 Einwohner)[3]
- Zusammenschluss der Gemeinden Baben (187 Einwohner), Eichstedt (Altmark) (432 Einwohner) und Lindtorf (394 Einwohner) zur Gemeinde Eichstedt (Altmark) (1013 Einwohner)[4]

Am 1. September 2010 wurde die Gemeinde Schwarzholz (238 Einwohner), die bisher nur von der Verbandsgemeinde mitverwaltet worden war, ihr aber nicht angehörte, in die Gemeinde Hohenberg-Krusemark eingemeindet.
Zum 1. Januar 2011 wurde die selbstständige und von der Verbandsgemeinde mitverwaltete Gemeinde Klein Schwechten in die Gemeinde Rochau eingegliedert.

## Geographie
Die Verbandsgemeinde Arneburg-Goldbeck liegt im zentralen Bereich des Landkreises Stendal und erstreckt sich vom mittleren Uchtetal bis an die Landesgrenze zu Brandenburg im Norden. Das Gebiet der Verbandsgemeinde umfasst einen Teil der nordöstlichen Altmark und den Süd- und Ostteil der Wische. Die Elbe bildet die natürliche Ostgrenze der Verbandsgemeinde.

## Mitgliedsgemeinden
Zur Verbandsgemeinde Arneburg-Goldbeck gehören die folgenden acht Mitgliedsgemeinden:
- Stadt Arneburg mit Bürs, Beelitz und Dalchau
- Eichstedt (Altmark) mit Baben, Baumgarten, Lindtorf und Rindtorf
- Goldbeck mit Bertkow, Möllendorf, Petersmark und Plätz
- Hassel mit Chausseehaus Hassel, Sanne und Wischer
- Hohenberg-Krusemark mit Altenzaun, Gethlingen, Groß Ellingen, Hindenburg, Hohenberg, Klein Ellingen, Klein Hindenburg, Krusemark, Osterholz, Rosenhof und Schwarzholz
- Iden mit Busch, Büttnershof, Germerslage, Rohrbeck und Sandauerholz
- Rochau mit Häsewig, Klein Schwechten, Schartau und Ziegenhagen
- Hansestadt Werben (Elbe) mit Behrendorf, Berge, Giesenslage, Neuwerben und Räbel

## Politik
Die Verbandsgemeinde führt kein Wappen und keine Flagge.

### Bürgermeister
René Schernikau wurde zuletzt am 23. Oktober 2016 als Verbandsgemeindebürgermeister gewählt.

### Verbandsgemeinderat
Die Verbandsgemeinderatswahl am 9. Juni 2024 führte zu folgender Verteilung der Sitze im Verbandsgemeinderat (in Klammern Sitze nach der Wahl von 2019):
- 5 Sitze AfD (1 Sitz)
- 4 Sitze CDU (3 Sitze)
- 3 Sitze Bürgerliste Verbandsgemeinde Arneburg-Goldbeck (5 Sitze)
- 2 Sitze SPD (1 Sitz)
- 1 Sitz jeweils:
  - Aktiv für die Gemeinden [Rochau] (1 Sitz)
  - Initiative für Bürgernähe Iden (1 Sitz)
  - Bündnis für eine kompetente Verwaltung [Goldbeck] (1 Sitz)
  - Die Linke (1 Sitz)
  - Wählergemeinschaft Eichstedt (2 Sitze)
  - Unabhängige Wählergemeinschaft Werben (1 Sitz)

Alle 20 Sitze haben Männer inne.

## Religionen
Die Volkszählung in der Europäischen Union 2011 zeigte, dass von den 9649 Einwohnern der Verbandsgemeinde rund 26 % der evangelischen und rund 3 % der katholischen Kirche angehörten.